# Vatan
Vatan to miejscowość i gmina we Francji, w regionie Centre, w departamencie Indre.
Według danych na rok 1990 gminę zamieszkiwały 2022 osoby, a gęstość zaludnienia wynosiła 68 osób/km² (wśród 1842 gmin Regionu Centralnego Vatan plasuje się na 191. miejscu pod względem liczby ludności, natomiast pod względem powierzchni na miejscu 343.).

## Zabytki
- kościół św. Lauriana